# Björn Granath
Björn Gösta Tryggve Granath (Gotemburgo, 5 de abril de 1946 – Estocolmo, 5 de febrero de 2017) fue un actor sueco que apareció en más de 100 películas y programas de televisión.
Granath nació en Örgryte, Gotemburgo, Suecia. Protagonizó una amplia gama de papeles, desde cómicos hasta dramáticos. Fue activo como actor y director en el Teatro Dramático Real en Estocolmo desde 1987 hasta 2007. Al momento de su muerte, estaba previsto que interpretara a Buckingham en una producción de Richard III en el Teatro Dramático Real, en una reposición de una popular producción en la que había aparecido en 2014.
Granath estaba casado con Ann-Margreth Fyrgård, y la pareja tuvo dos hijos.

## Premios
- El Premio Eugene O'Neill, 2003[5]
- Litteris et Artibus, 2000[6]

## Filmografía seleccionada
- Mistreatment (1969) - Björn
- Den magiska cirkeln (1970) - Hammarström
- Du gamla, du fria (1972) - Björn
- Du är inte klok, Madicken (1979) - Pappa
- Madicken på Junibacken (1980) - Pappa
- Svindlande affärer (1985) - Spelande affärsman
- Sällskapsresan 2 - Snowroller (1985) - Göte
- Demoner (1986) - Thomas
- Den frusna leoparden (1986) - Todd
- Min pappa är Tarzan (1986) - Skrothandlare
- Plastposen (1986) - Svensk seiler
- Mälarpirater (1987) - Father
- Los dueños del silencio (1987) - Editor
- Pelle the Conqueror (1987) - Erik
- Hunden som log (1989) - Rektorn
- Un paradiso senza biliardo (1991) - Administrador
- The Ox (1991) - Flyckt
- The Best Intentions (1992) - Oscar Åkerblom
- The Johnson Gang & the Black Diamond (1992) - Kommissarien
- Svart Lucia (1992) - Principal
- The Young Indiana Jones Chronicles (1993, TV Series) - Adler
- Pillertrillaren (1994) - Doctor
- Illusioner (1994) - Doctor
- A Life for the Taking (1995) - Björn Granath
- Vendetta (1995) - Bielke
- Poeten som slutade dikta (1995)
- Jerusalem (1996) - Storm
- The White Lioness (1996) - Björk
- Eye of the Eagle (1997) - Biskop Eskil
- Et hjørne af paradis (1997) - Professor Andersson
- Svenska hjältar (1997) - Ekonomen
- Synden är lömsk och listig (1997)
- Lithivm (1998) - Henrik Laurentsson
- Magnetisøren's femte vinter (1999) - Landshøvding Aspelin
- Sherdil (1999) - Arméchefen
- Faithless (2000) - Gustav
- Evert (2001)
- As White as in Snow (2001) - Sven Andersson
- Livet i 8 bitar (2002) - Ove
- Elina: As If I Wasn't There (2002) - Doctor
- Svidd neger (2003) - Presten
- Evil (2003) - Headmaster
- Tre solar (2004) - Vaktchefen
- Som man bäddar... (2005) - Olof
- Den utvalde (2005) - Erik Swahn
- Den enskilde medborgaren (2006) - Allan Dahlman
- Les Grandes Personnes (2008) - Pastor
- The Girl with the Dragon Tattoo (2009) - Gustav Morell
- Pax (2010) - Overlegen
- Sound of Noise (2010) - Hospital Manager
- The American (2010) - Hunter #2
- Nobels testamente (2012) - Ernst Ericsson
- The Last Sentence (2012) - Axel Forssman
- Den som söker (2013) - Eskil
- Her er Harold (2014) - Kamprad
- Så ock på jorden (2015) - Bjelke
- The Bridge (2015, TV Series) - Kjell
- Fallet (2017, TV Series) - Arne Arnesen
- Borg vs McEnroe (2017) - Bengt Grive
- Kingsman: The Golden Circle (2017) - El rey de Suecia
- Vår tid är nu (2017, TV Series) - August Drugge (aparición final)